# Zheng Pan
Zheng Pan (chino:郑攀, 15 de agosto de 1985) es un luchador chino de lucha grecorromana. Compitió en dos Campeonatos Mundiales. Se clasificó en el puesto décimo en 2011. Octavo en los Juegos Asiáticos de 2014 y duodécimo en 2010. Consiguió la medalla de oro en campeonato asiático de 2012 y de plata en 2015. 